# Zhangbian
Zhangbian (kinesiska: 张汴, 张汴乡) är en socken i Kina. Den ligger i provinsen Henan, i den centrala delen av landet, omkring 230 kilometer väster om provinshuvudstaden Zhengzhou. Antalet invånare är 11 377. Befolkningen består av 5 564 kvinnor och 5 813 män. Barn under 15 år utgör 13,0 %, vuxna 15-64 år 75 %, och äldre över 65 år 10,0 %.
Genomsnittlig årsnederbörd är 661 millimeter. Den regnigaste månaden är juli, med i genomsnitt 151 mm nederbörd, och den torraste är december, med 3 mm nederbörd.